# Ковалик сплощений
Ковалик сплощений (Neopristilophus depressus) — вид комах з родини Elateridae.

## Морфологічні ознаки
13-23 мм. Чорний, матовий в дрібних сірих волосках. Вусики гостропильчасті з четверного членика. Передньоспинка з глибокою серединною боріздкою. Вусики та ноги червонувато-коричневі.

## Поширення
Південна та Центральна Європа. Раніше відносили до роду Selatosomus чи Corymbites.
Зустрічається в лісостеповій зоні України (правобережжя).

## Особливості біології
Має чотирирічну генерацію. Зимують личинки різного віку та імаго в лялечкових комірках у ґрунті та лісовій підстилці. Жуки літають у травні-червні. Головним чином зустрічається на узліссях та галявинах широколистяних лісів. Личинки — хижаки. Імаго живляться пилком квітів, іноді глоду, яблуні.

## Загрози та охорона
До зниження чисельності призводить вирубування ділянок широколистяних лісів.
Охороняється в біоценозах Канівського заповідника.